# Szubeci
Szubeci (bułg. Шубеци) – wieś w Bułgarii, w obwodzie Wielkie Tyrnowo, w gminie Elena. W 2024 roku liczyła 2 mieszkańców.